# 侯唐州
侯唐州，中国古代的州。
北宋改侯州置羁縻州。治所在今广西壮族自治区田东县西南作登。是邕州所属的羁縻州之一。元朝时废，地方归属于田州路奉议州。 